# Radio Caroline
Radio Caroline – średniofalowa rozgłośnia radiowa, działająca bez jakiejkolwiek koncesji, nadająca od 1964 do 1968 na częstotliwości 1520 kHz (197,3 metra) z zakotwiczonego na wodach międzynarodowych (4 mile od Felixstowe, Suffolk, Wielka Brytania) i specjalnie w tym celu przebudowanego na radiostację komunikacyjną, byłego promu MV Fredericia.
Była pierwszą całodobową w pełni komercyjną stacją nadającą w języku angielskim na teren Wielkiej Brytanii wbrew jej prawu lokalnemu, któremu jednak nie podlegała.
Działająca już legalnie spadkobierczyni Radia Caroline nadaje nadal za pośrednictwem cyfrowego radia DAB, satelitów i Internetu. 17 maja 2017 r. Radio Caroline uzyskała koncesję dla nadawcy o charakterze społecznym dla regionów Sussex i North Essex i uzyskała częstotliwość 648 kHz z mocą 1 kW ERP. Emisja testowa rozpoczęła się 11 listopada 2017 r., natomiast emisja regularnego programu rozpoczęła się 22 grudnia 2017 r. o godzinie 7:00 czasu lokalnego, z oficjalnym startem o godzinie 12:00. Do 29 marca 2011 r. częstotliwość 648 kHz była wykorzystywana dla BBC World Service w celu emisji kierunkowej do zachodniej Europy ze stacji nadawczej Orfordness, ulokowanej nad wybrzeżem Wielkiej Brytanii. Dawny zapasowy maszt o dookólnej charakterystyce promieniowania jest obecnie wykorzystywany przez Radio Caroline.